# Greya
Greya  (лат.) — род чешуекрылых насекомых из семейства продоксид.

## Распространение
Эти моли распространены преимущественно в Северной Америке. В России распространены два вида (возможно нахождение и G. marginimaculata)

## Описание
Сложные глаза большие или средние. Эпикраниальные швы развиты. Члеников челюстных щупиков бывает от 3 до 5. Хоботок более чем в два раза длиннее губных щупиков. Гениталии самца: вальвы у большинства видов у вершины вентрального края с заострённым выростом (лат. pollex)..

## Систематика
В составе рода:
- Greya punctiferella Walsingham 1888
- Greya solenobiella Walsingham 1880
- Greya sparsipunctella Walsingham 1907
- Greya subalba Braun 1921